# Kucheh

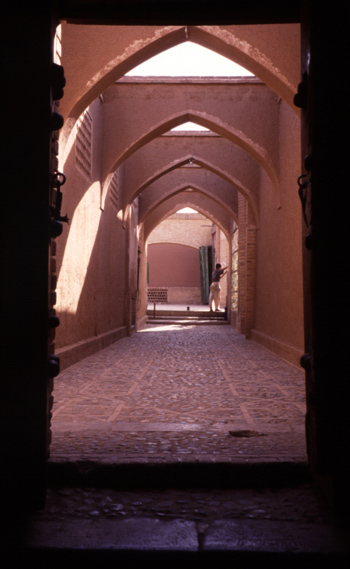
Un Kucheh a Kashan. La foto è stata scattata dall'ingresso della casa Tabatabaei che guarda fuori nel Kucheh.

Nell’architettura tradizionale persiana, un kucheh o koocheh ( in persiano کوچه‎   ), è un vicolo stretto appositamente progettato. I resti di esso sono ancora visibili nell'Iran moderno e nelle regioni.

Prima della modernizzazione, il tessuto delle città vecchie della Persia era composto da queste strade strette e tortuose, spesso realizzate con alti muri di impasto e mattoni e spesso coperti a intervalli. Questa forma di progettazione urbana, che era comune in Persia, è una forma ottimale di architettura del deserto che riduce al minimo l'espansione del deserto e gli effetti delle tempeste di polvere. Inoltre massimizza l'ombreggiatura diurna e isola il “tessuto” dalle rigide temperature invernali.

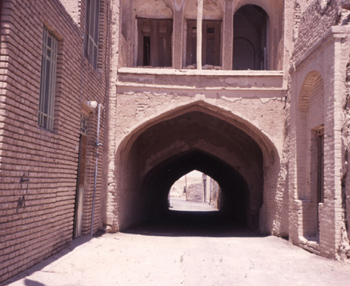
Un esempio di come sono stati coperti i Kucheh. A volte, come a Isfahan, il kucheh era coperto per gran parte del suo arco. Questo esempio è a Nain.
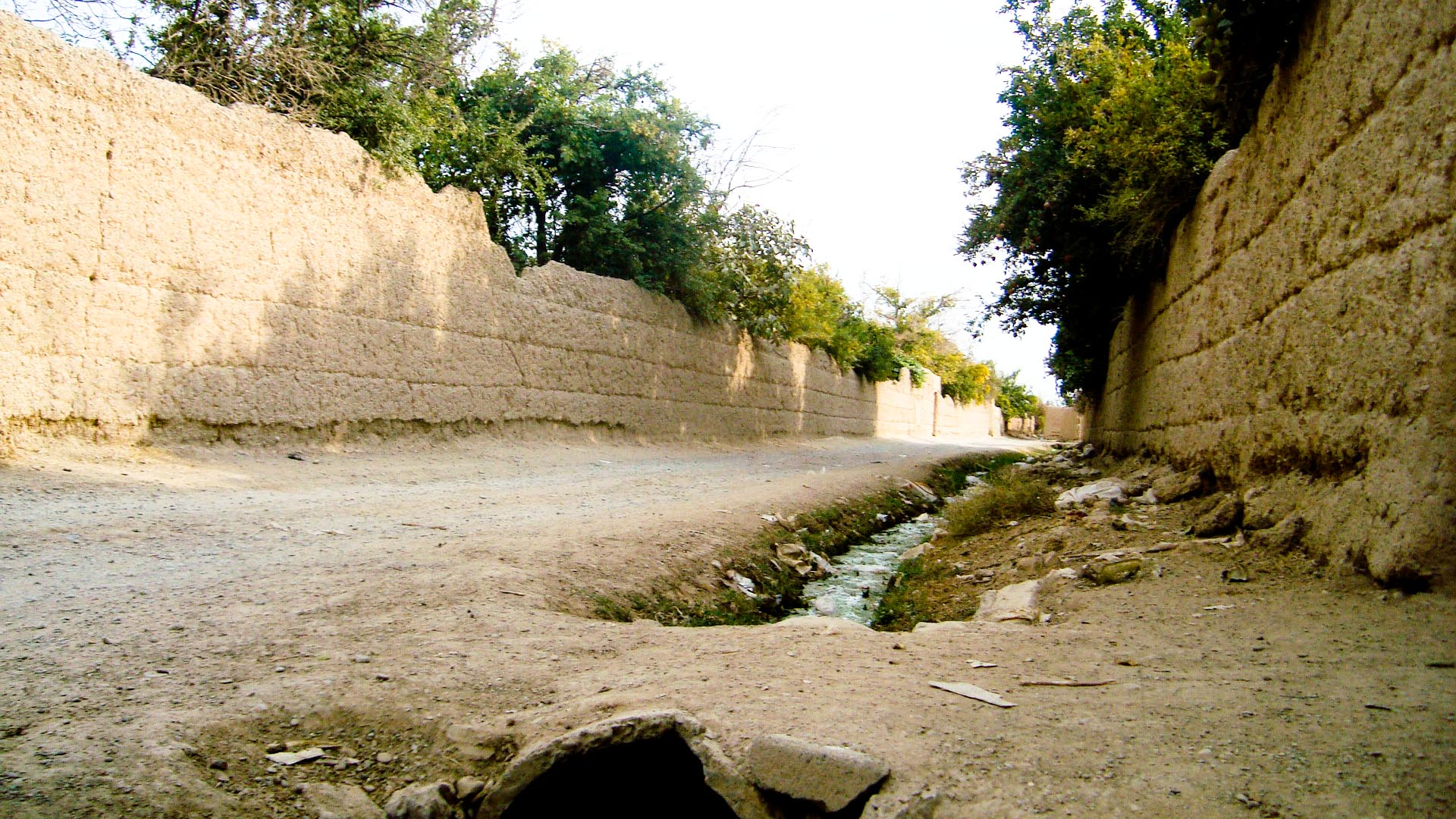
Un Kuche-Bagh (Kucheh + giardino) a Najaf abad.
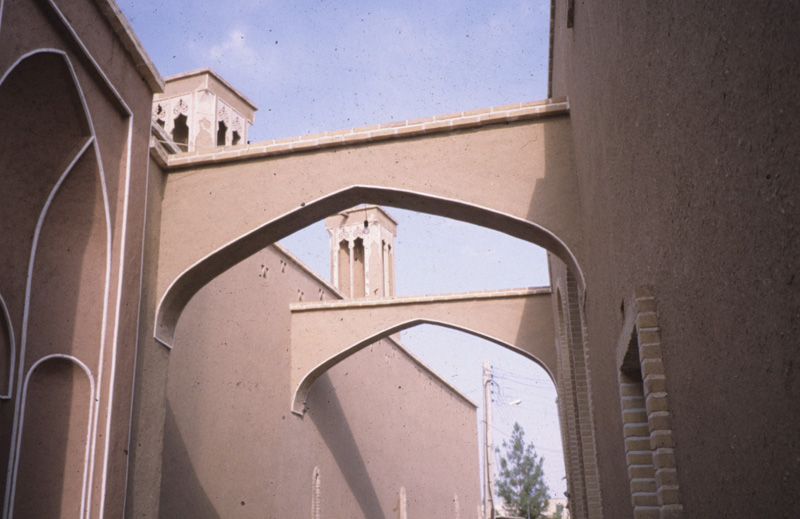
Le alte mura del Koocheh fornivano sollievo dalle tempeste di polvere e dall'intensa luce solare. Questa era una forma efficiente e antica di progettazione urbana in Persia.
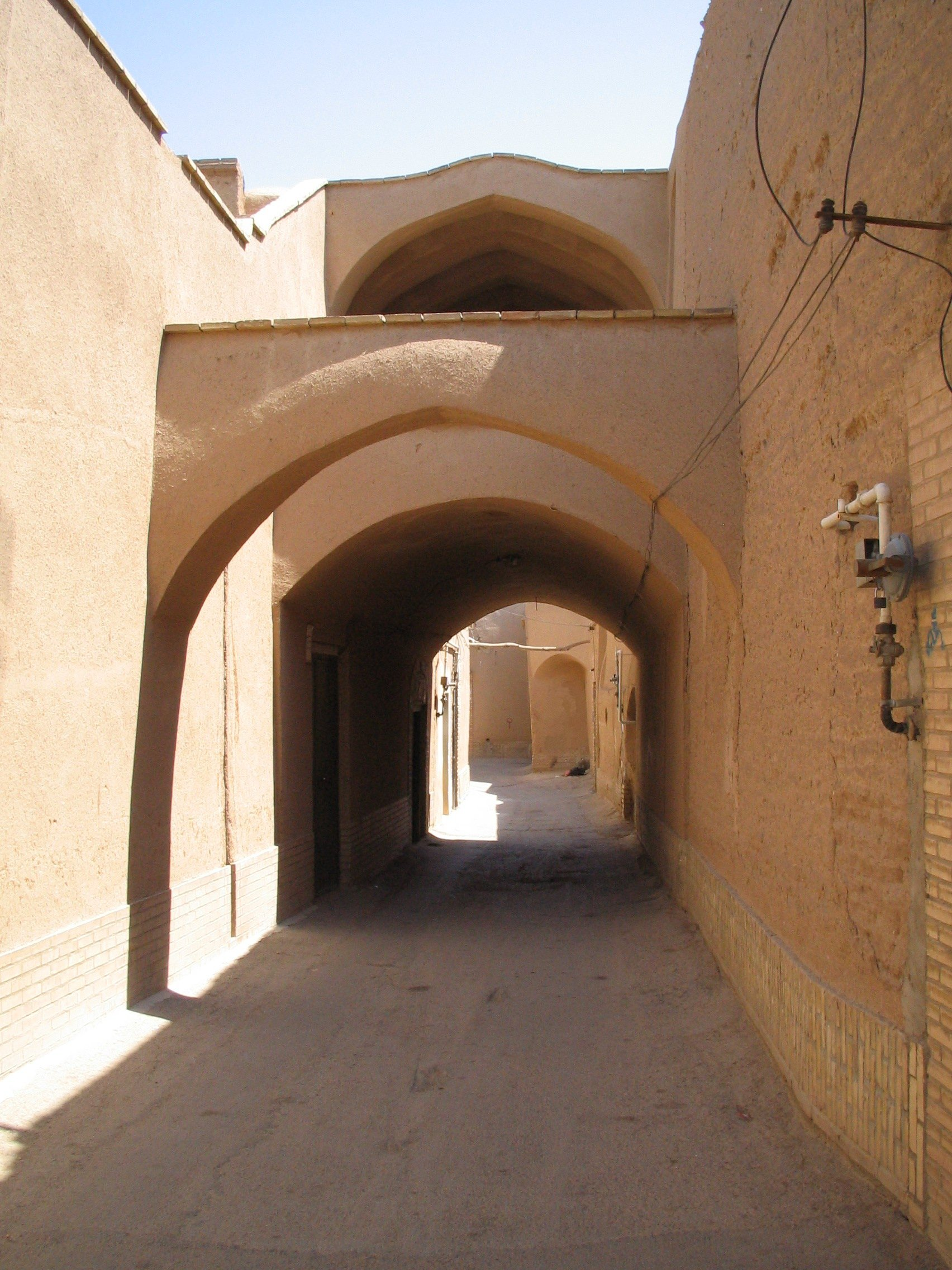
Un Kucheh a Yazd